# Herbert König (Künstler)

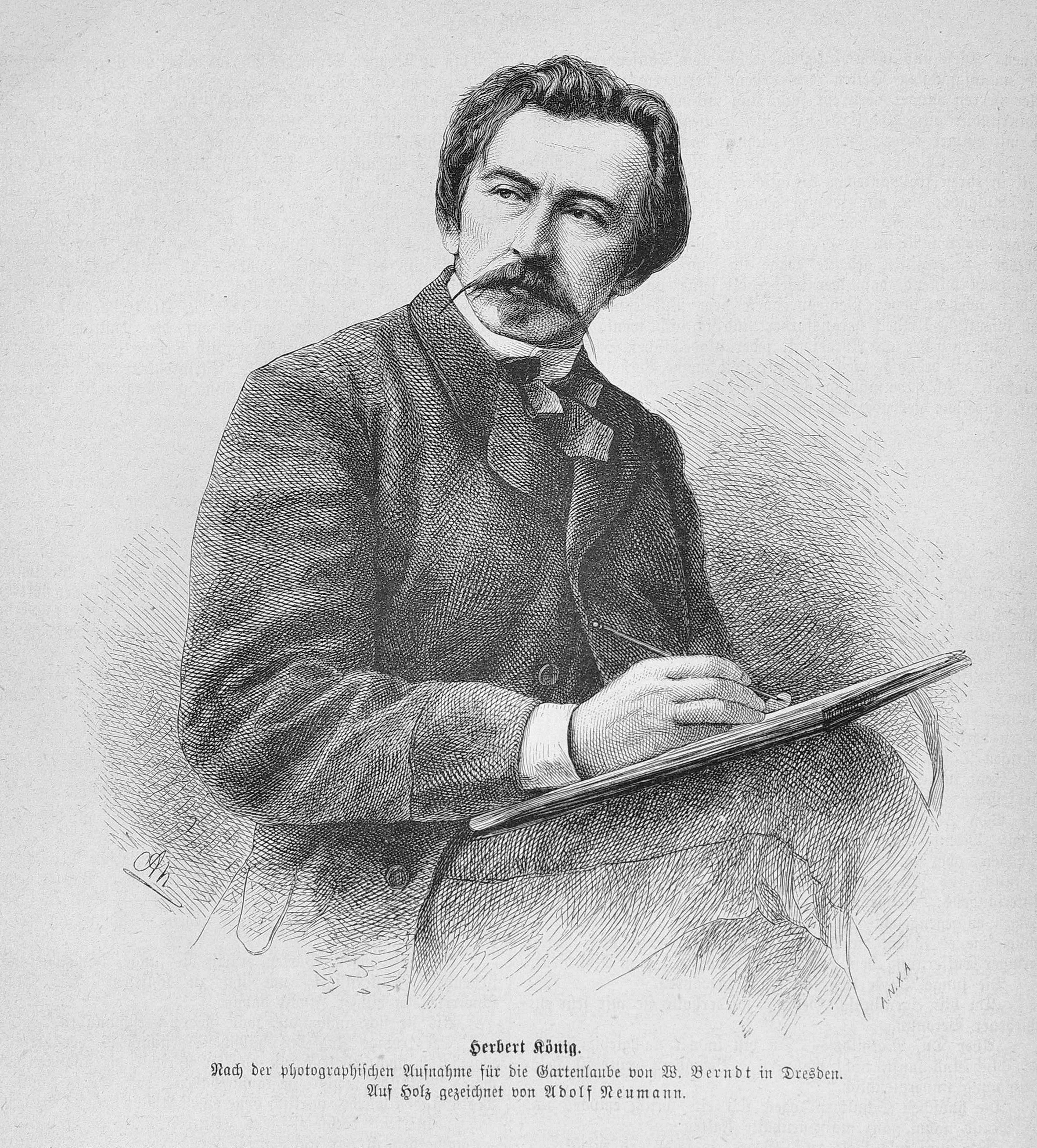
Herbert König, aus Die Gartenlaube (1875)

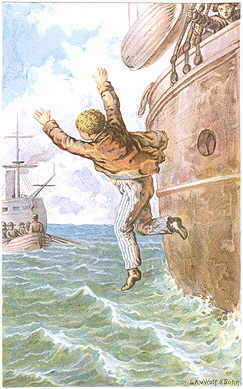
Illustration zu Fritz Wildaus Abenteuer zu Wasser und zu Lande, 1879

Herbert König (* 1820 in Dresden; † 13. Juni 1876 in Niederlößnitz; auch Heribert König) war ein deutscher Zeichner, Illustrator und Aquarellmaler.
Nachdem König eine Ausbildung an der Dresdner Kunstakademie absolviert hatte, schloss er sich einer Theatertruppe an und versuchte sich einige Zeit als Schauspieler, Dichter und Regisseur. Im Zuge der politischen Ereignisse (Märzrevolution) gab König 1848 die Bühne auf und ließ sich als Zeichner und Karikaturist in München nieder.
Dort verdiente er sich seinen Lebensunterhalt mit humoristischen, aber auch satirischen, Skizzen für verschiedene Zeitungen und Zeitschriften; u. a. die Fliegenden Blätter.
Seine Studienreisen führten König immer wieder durch Österreich, Ungarn, Belgien und Holland. 1852 nahm König ein Angebot in Leipzig an und ging als Illustrator zu den Zeitschriften Die Gartenlaube und Illustrirte Zeitung. Später wechselte er – wieder als Illustrator – für fünf Jahre nach Berlin. Seine Porträts von Schauspielern und berühmten Zeitgenossen fanden viel Beifall.
Anschließend kehrte König nach Sachsen zurück und ließ sich in Niederlößnitz nieder, wo er im Körnerweg 2 eine landhausartige Villa im Schweizerstil erwarb. Er starb dort am 13. Juni 1876. König ist auf dem Friedhof Radebeul-West beerdigt.

## Werke
- Friedrich Gerstäcker: Fritz Wildaus Abenteuer zu Wasser und zu Lande. Illustriert von Herbert König. Zweite Auflage. Braun & Schneider, München o. J. (1879).